# Regra de Tarrasch
A Regra de Tarrasch é um princípio geral aplicado a maioria dos meio-jogo e finais de partidas xadrez que envolvem torres e peões. Foi proposta por Siegbert Tarrasch (1862 - 1934) e enuncia que a torre deve ser colocada atrás dos peões passados, tanto aliados como adversários. A ideia por trás da regra, atualmente orientação, é de que se a torre está posicionada atrás de um peão aliado pode protegê-lo até a oitava fileira e se estiver posicionado atrás de um peão adversário, este precisa ser protegido ao longo de todo o seu caminho.

A citação original, da página 57 de seu livro The Game of Chess (1938) é 
"Em finais complicados de torres a mais importante regra é uma estabelecida pelo autor: A posição da torre deve ser atrás do peão passado; atrás do peão inimigo de modo a segurá-lo, e atrás de seus próprios peões de modo a apoiar o seu avanço."
Esta regra é usualmente verdadeira, mas não sempre, existindo várias exceções. Tarrasch foi citado como tendo dito, Coloque sempre a torre atrás do peão.... exceto quando for incorreto fazê-lo.
A regra é baseada na ideia de que o avanço do peão aumenta o alcance da torre e reduz a do adversário, posicionado a frente. Uma torre escoltando um peão estando a sua frente deve eventualmente sair da frente, deixando o peão desprotegido.